# Cangan Pool
Der Cangan Pool ist ein See im Nordwesten des australischen Bundesstaates Western Australia. 
Der See liegt im Verlauf des Cockeraga River.